# Internazionali d'Italia 2011 - Qualificazioni singolare maschile
Le qualificazioni del singolare maschile degli Internazionali d'Italia 2011 sono state un torneo di tennis preliminare per accedere alla fase finale della manifestazione. I vincitori dell'ultimo turno sono entrati di diritto nel tabellone principale. In caso di ritiro di uno o più giocatori aventi diritto a questi sono subentrati i lucky loser, ossia i giocatori che hanno perso nell'ultimo turno ma che avevano una classifica più alta rispetto agli altri partecipanti che avevano comunque perso nel turno finale.

## Giocatori

### Teste di serie
1. Kei Nishikori (qualificato)
2. Pablo Andújar (primo turno)
3. Marcel Granollers (primo turno)
4. Pablo Cuevas (qualificato)
5. Jarkko Nieminen (qualificato)
6. Adrian Mannarino (ultimo turno)
7. Frederico Gil (primo turno)

1. Ryan Sweeting (primo turno)
2. Victor Hănescu (qualificato)
3. Carlos Berlocq (ultimo turno)
4. Pere Riba (qualificato)
5. Tejmuraz Gabašvili (primo turno)
6. Tobias Kamke (primo turno)
7. Blaž Kavčič (secondo turno)

### Qualificati
1. Pere Riba
2. Kei Nishikori
3. Paolo Lorenzi
4. Pablo Cuevas

1. Igor' Andreev
2. Victor Hănescu
3. Łukasz Kubot

## Tabellone qualificazioni

### Legenda
| - Q = Qualificato - WC = Wild card - LL = Lucky loser | - ALT = Alternate - SE = Special Exempt - PR = Protected Ranking | - w/o = Walkover - r = Ritirato - d = Squalificato |

### 1ª sezione
|  | Primo turno | Primo turno        | Primo turno        | Primo turno | Primo turno |  |  | Ultimo turno | Ultimo turno      | Ultimo turno | Ultimo turno | Ultimo turno |  |
|  |             |                    |                    |             |             |  |  |              |                   |              |              |              |  |
|  | 1           | Kei Nishikori      | Kei Nishikori      | 6           | 7           |  |  |              |                   |              |              |              |  |
|  |             | Máximo González    | Máximo González    | 3           | 5           |  |  | 1            | Kei Nishikori     | 64           | 7            | 6            |  |
|  |             | Federico Delbonis  | Federico Delbonis  | 6           | 6           |  |  |              | Federico Delbonis | 7            | 5            | 2            |  |
|  | 12          | Tejmuraz Gabašvili | Tejmuraz Gabašvili | 4           | 1           |  |  |              |                   |              |              |              |  |

### 2ª sezione
|  | Primo turno | Primo turno   | Primo turno   | Primo turno | Primo turno |  |  | Ultimo turno | Ultimo turno  | Ultimo turno  | Ultimo turno | Ultimo turno |  |
|  |             |               |               |             |             |  |  |              |               |               |              |              |  |
|  | 2           | Pablo Andújar | Pablo Andújar | 2           | 62          |  |  |              |               |               |              |              |  |
|  | WC          | Paolo Lorenzi | Paolo Lorenzi | 6           | 7           |  |  | WC           | Paolo Lorenzi | Paolo Lorenzi | 5            |              |  |
|  | WC          | Gianluca Naso | 6             | 1           | 6           |  |  | WC           | Gianluca Naso | Gianluca Naso | 2            | rit          |  |
|  | 13          | Tobias Kamke  | 1             | 6           | 2           |  |  |              |               |               |              |              |  |

### 3ª sezione
|  | Primo turno | Primo turno          | Primo turno          | Primo turno | Primo turno |  |  | Ultimo turno | Ultimo turno         | Ultimo turno         | Ultimo turno | Ultimo turno |  |
|  |             |                      |                      |             |             |  |  |              |                      |                      |              |              |  |
|  | 3           | Marcel Granollers    | Marcel Granollers    | 5           | rit.        |  |  |              |                      |                      |              |              |  |
|  |             | Albert Ramos Viñolas | Albert Ramos Viñolas | 6           |             |  |  |              | Albert Ramos Viñolas | Albert Ramos Viñolas | 0            | 4            |  |
|  |             | Alessio Di Mauro     | 6                    | 3           | 1           |  |  | 11           | Pere Riba            | Pere Riba            | 6            | 6            |  |
|  | 11          | Pere Riba            | 2                    | 6           | 6           |  |  |              |                      |                      |              |              |  |

### 4ª sezione
|  | Primo turno | Primo turno           | Primo turno           | Primo turno | Primo turno |  |  | Ultimo turno | Ultimo turno   | Ultimo turno | Ultimo turno | Ultimo turno |  |
|  |             |                       |                       |             |             |  |  |              |                |              |              |              |  |
|  | 4           | Pablo Cuevas          | Pablo Cuevas          | 6           | 6           |  |  |              |                |              |              |              |  |
|  | WC          | Enrico Burzi          | Enrico Burzi          | 3           | 2           |  |  | 4            | Pablo Cuevas   | 3            | 6            | 6            |  |
|  |             | Andreas Haider-Maurer | Andreas Haider-Maurer | 2           | 2           |  |  | 10           | Carlos Berlocq | 6            | 3            | 2            |  |
|  | 10          | Carlos Berlocq        | Carlos Berlocq        | 6           | 6           |  |  |              |                |              |              |              |  |

### 5ª sezione
|  | Primo turno | Primo turno     | Primo turno     | Primo turno | Primo turno |  |  | Ultimo turno | Ultimo turno    | Ultimo turno    | Ultimo turno | Ultimo turno |  |
|  |             |                 |                 |             |             |  |  |              |                 |                 |              |              |  |
|  | 5           | Jarkko Nieminen | Jarkko Nieminen | 6           | 6           |  |  |              |                 |                 |              |              |  |
|  |             | Thomas Schoorel | Thomas Schoorel | 4           | 3           |  |  | 5            | Jarkko Nieminen | Jarkko Nieminen | 4            | 5            |  |
|  |             | Igor' Andreev   | Igor' Andreev   | 6           | 6           |  |  |              | Igor' Andreev   | Igor' Andreev   | 6            | 7            |  |
|  | 8           | Ryan Sweeting   | Ryan Sweeting   | 4           | 3           |  |  |              |                 |                 |              |              |  |

### 6ª sezione
|  | Primo turno | Primo turno      | Primo turno | Primo turno | Primo turno |  |  | Ultimo turno | Ultimo turno     | Ultimo turno     | Ultimo turno | Ultimo turno |  |
|  |             |                  |             |             |             |  |  |              |                  |                  |              |              |  |
|  | 6           | Adrian Mannarino | 6           | 3           | 6           |  |  |              |                  |                  |              |              |  |
|  | WC          | Matteo Viola     | 4           | 6           | 2           |  |  | 6            | Adrian Mannarino | Adrian Mannarino | 6            | 2            |  |
|  |             | Julian Reister   | 2           | 6           | 6           |  |  | 9            | Victor Hănescu   | Victor Hănescu   | 73           | 6            |  |
|  | 9           | Victor Hănescu   | 6           | 3           | 7           |  |  |              |                  |                  |              |              |  |

### 7ª sezione
|  | Primo turno | Primo turno    | Primo turno   | Primo turno | Primo turno |  |  | Ultimo turno | Ultimo turno | Ultimo turno | Ultimo turno | Ultimo turno |  |
|  |             |                |               |             |             |  |  |              |              |              |              |              |  |
|  | 7           | Frederico Gil  | Frederico Gil | 3           | 62          |  |  |              |              |              |              |              |  |
|  |             | Łukasz Kubot   | Łukasz Kubot  | 6           | 7           |  |  |              | Łukasz Kubot | 6            | 2            | 6            |  |
|  | WC          | Marco Crugnola | 5             | 0           | rit         |  |  | 14           | Blaž Kavčič  | 2            | 6            | 3            |  |
|  | 14          | Blaž Kavčič    | 7             | 5           |             |  |  |              |              |              |              |              |  |